# مون بلودگود
مون بلودگود (انگلیسی: Moon Bloodgood؛ زادهٔ ۲۰ سپتامبر ۱۹۷۵) یک هنرپیشه، و مانکن (فرد) اهل ایالات متحده آمریکا است. وی از سال ۱۹۹۷ میلادی تاکنون مشغول فعالیت بوده‌است.

## گزیده فیلمشناسی
از فیلم‌ها یا برنامه‌های تلویزیونی که وی در آن نقش داشته‌است می‌توان به آثار زیر اشاره کرد.
- برنده یک قرار با تاد همیلتون! (۲۰۰۴)
- بسیار شبیه عشق (۲۰۰۵)
- هشت درجه زیر صفر (۲۰۰۶)
- رهیاب (۲۰۰۷)
- الان چه اتفاقی افتاد (۲۰۰۸)
- مبارزان خیابانی: افسانه چون-لی (۲۰۰۹)
- نابودگر: رستگاری (۲۰۰۹)
- سریع‌تر (فیلم ۲۰۱۰) (۲۰۱۰)
- اتاق خواب‌ها (فیلم) (۲۰۱۰)
- جلسه‌ها (فیلم) (۲۰۱۲)
- سی‌اس‌آی (۲۰۰۳)
- مانک (۲۰۰۵)
- مهره سوخته (۲۰۰۹)
- هدف انسانی (۲۰۱۰)